# چری آریزو ۸
چری آریزو ۸ (艾瑞泽8) یک سدان اندازه متوسط است که توسط چری تولید شده‌است. این خودرو در سال ۱۴۰۲ در ایران توسط مدیران خودرو عرضه خواهد شد. این خوردرو در ۳ مدل اسپرت، لوکس و معمولی عرضه می‌شود. در نسخه‌ی پرفورمنس با موتور ۲ لیتری به‌صورت آپشن چهارچرخ محرک نیز عرضه می‌شود.

## بررسی

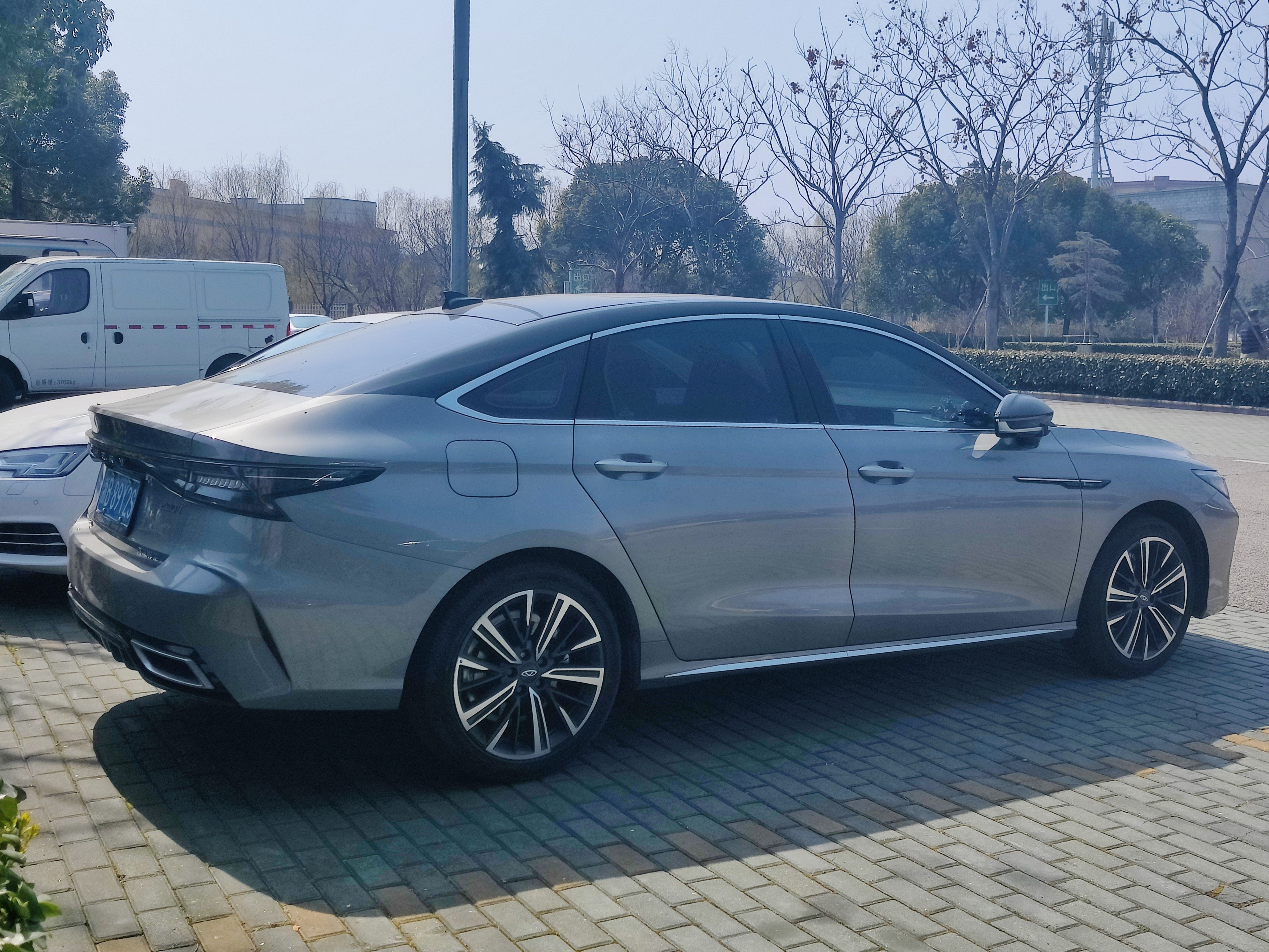
چری آریزو ۸، نمای عقب

تولید آریزو ۸ در آوریل ۲۰۲۲ آغاز شد. این خودرو در سپتامبر ۲۰۲۲ با قیمت ۱۰۵ هزار و ۹۰۰ تا ۱۲۸ هزار و ۹۰۰ یوان در بازار خودرو چین عرضه شد.
آریزو ۸ با دو نوع موتور در دسترس است: یک موتور ۱٫۶ لیتری توربو با قدرت ۱۹۴ اسب بخار (۱۴۵ کیلووات) و گشتاور ۲۹۰ نیوتن متر (۲۱۰ پوند نیرو-فوت) به‌عنوان موتور پایه و یک موتور ۲٫۰ لیتری توربو با قدرت ۲۵۰ اسب بخار (۱۹۰ کیلووات) و گشتاور ۳۹۰ نیوتن متر (۲۹۰ پوند نیرو-فوت) به‌عنوان موتور قابل انتخاب در مدل‌های بالاتر. در هر دو مدل قدرت موتور به چرخ‌های جلو فرستاده شده و در نسخه‌ی بالارده به چهارچرخ فرستاده شده و به جعبه‌دنده ۷ سرعته دوکلاچه و 8سرعته AT متصل هستند.